# Gestreepte poon
De gestreepte poon (Trigloporus lastoviza) is een  soort poon uit het monotypische geslacht Trigloporus. Dit zijn straalvinnige vissen uit de familie van ponen (Triglidae) en behoren tot de orde van schorpioenvisachtigen (Scorpaeniformes). De volwassen vis is gemiddeld 15 cm, maar kan maximaal 40 cm lang en 18 jaar oud worden. De vis heeft twee rugvinnen, de eerste met 9 - 11 stekels, de tweede met 15 - 17 vinstralen. De buikvin heeft 14-16 vinstralen.

## Leefomgeving
De gestreepte poon komt voor in relatief diep zeewater, aan de Atlantische kusten van Noordwest-Europa en Afrika, rondom Kaap de Goede Hoop tot Mozambique. De grauwe poon komt als zomergast voor in de Noordzee op een diepte van 40 tot 100 m onder het wateroppervlak en wordt daardoor maar zeer sporadisch langs de ondiepe kusten van de Lage Landen gevangen.

## Relatie tot de mens
De gestreept poon is voor de beroepsvisserij van ondergeschikt belang. De gestreepte poon komt niet voor op de Rode Lijst van de IUCN. Omdat er geen quota bestaan voor de visserij op ponen in de Noordzee wordt in de Goede Visgids ook deze poon beschouwd als 'tweede keuze'.

## Voetnoot
1. ↑  (en) Gestreepte poon op de IUCN Red List of Threatened Species.
2. 1 2  H.Nijssen & S.J. de Groot, 1987. De vissen van Nederland. KNNV uitgeverij Utrecht/Zeist
3. ↑   Goede Visgids Online